# Dipsacaster pretiosus
Dipsacaster pretiosus är en sjöstjärneart som först beskrevs av Döderlein 1902.  Dipsacaster pretiosus ingår i släktet Dipsacaster och familjen kamsjöstjärnor. Inga underarter finns listade i Catalogue of Life.